# Tass
Tass község Bács-Kiskun vármegye északnyugati részében, a Kunszentmiklósi járásban. A településnél ered mesterséges kivezetéssel a Kiskunsági-főcsatorna a Ráckevei-Duna-ágból, illetve a Ráckevei-Duna a Tassi-zsilipen keresztül - szintén mesterségesen és felduzzasztással - a Dunába torkollik.

## Fekvése
Budapesttől hozzávetőlegesen 60 kilométerre délre fekszik, a Duna főága és a Ráckevei-Duna találkozása közelében, a Duna bal parti oldalán. A faluközpont az 51-es út mentén található, de – eléggé elhatárolódva – körülbelül 7 kilométerrel távolabb a vízparti Tass-Szentgyörgypuszta üdülőterület Dömsödről külön leágazó úton és részben Csepel-szigeten Makádon át is megközelíthető. (Azonban a tassi zsilipnél még nem épült személyforgalmi átkelés.)
A szomszédos települések: észak felől Dömsöd, kelet felől Kunszentmiklós, dél felől Szalkszentmárton, nyugat felől (a Duna túlpartján) Rácalmás, északnyugat felől pedig (a Csepel-sziget déli csücskén) Makád.

### Megközelítése
A községen végighalad észak-déli irányban az 51-es főút, így ez a legfontosabb közúti elérési útvonala. Kunszentmiklóssal az 5205-ös út köti össze, lakott területeit érinti emellett még néhány öt számjegyű közút is.
A hazai vasútvonalak közül a Budapest–Kelebia-vasútvonal érinti, és bezárása előtt áthaladt a területén a Kunszentmiklós-Tass–Dunapataj-vasútvonal is. A két vonal közös állomása, Kunszentmiklós-Tass vasútállomás a község határvonalától néhány lépésre keletre, de teljesen kunszentmiklósi területen létesült, Tass központjától nagyjából 5 kilométerre.

## Története
A település első ismert írásos említése, Tas néven 1325 körüli. Nevét valószínűleg Árpád fejedelem unokájáról, Tas vezérről kapta, akinek itt lehetett az egyik szállása. Területe az Árpád-korban Fejér, majd Solt vármegyéhez tartozott. A 13. század végén a királyi tárnokok és ételhordók lakhelye volt. A 14. században a Tassi nemesek birtokolták. A török időket átvészelte, az 1690–1695-ös összeírásban kisnemesek lakta nemesi község volt.
A 18. században több nemesi családnak is volt itt részbirtoka. A 19. században tűzvész, árvíz, kolera pusztította. A vasút a település határában 1882-ben épült ki.
A ráckevei Duna-ág torkolatánál 1926–1929 között épült meg a zsilip és egy kisebb vízerőmű, utóbbi gépészeti berendezéseit az 1956-os jeges árvíz lerombolta, később sem állították helyre.

## Közélete

### Polgármesterei
- 1990–1994: Horváth Győző (független)[3]
- 1994–1998: Horváth Győző (független)[4]
- 1998–2002: Horváth Győző (független)[5]
- 2002–2006: Csík József Pálné (független)[6]
- 2006–2010: Csík Józsefné (független)[7]
- 2010–2014: Németh Gábor (Fidesz-KDNP)[8]
- 2014–2019: Németh Gábor (független)[9]
- 2019–2024: Németh Gábor (független)[10]
- 2024– : Németh Gábor (független)[1]

## Népesség
A település népességének változása:
| Lakosok száma | 2833 | 2773 | 2704 | 2800 | 2861 | 2848 | 2834 |
|               | 2013 | 2014 | 2018 | 2021 | 2022 | 2023 | 2024 |

A 2011-es népszámlálás során a lakosok 86,7%-a magyarnak, 0,8% bolgárnak, 2,2% cigánynak, 0,4% németnek mondta magát (13,3% nem nyilatkozott; a kettős identitások miatt a végösszeg nagyobb lehet 100%-nál). A vallási megoszlás a következő volt: római katolikus 27,5%, református 30,1%, evangélikus 0,4%, görögkatolikus 0,2%, felekezeten kívüli 14% (26% nem nyilatkozott).
2022-ben a lakosság 91%-a vallotta magát magyarnak, 2,7% cigánynak, 0,4% németnek, 0,1-0,1% bolgárnak, ruszinnak, ukránnak, szlováknak és románnak, 0,9% egyéb, nem hazai nemzetiségűnek (8,9% nem nyilatkozott; a kettős identitások miatt a végösszeg nagyobb lehet 100%-nál). Vallásuk szerint 24,4% volt református, 18,8% római katolikus, 0,4% evangélikus, 0,3% görög katolikus, 0,1% ortodox, 1% egyéb keresztény, 2,8% egyéb katolikus, 14,9% felekezeten kívüli (37,1% nem válaszolt).

## Nevezetességei
- A református templom Benkó Károly tervei alapján 1886–1888 között épült. A torony csúcsán a csillag és a kakas a reformátusok mindkét jelképe látható.
- A Tassi-zsilip a Ráckevei-Duna-ág szabályozására készült Kvassay Jenő mérnök kezdeményezésére. A folyó esése 48 km-en 4,3 méter, ez a szintkülönbség tette szükségessé a hajók számára a zsilip megépítését. A torkolatot a felduzzasztásból valójában Bács megye és Tass területén vájták ki, így Csepel-sziget déli csücske megye-átlépésben részesült. 2021-2022. év között a Kis-Dunából egy újabb ág kivezetésével egy új több-funkcióju vízleeresztő zsilip-műtárgy épült autóátkeléssel, mely természetesebb új határvonalakat képez. Illetve vele szemben és a régi zsiliptől délre a régi kivezető folyáson egy vékony híd épült, így végre közvetlen elérhetőség létesült Makádtól Tassig. Ellenben az új zsilip miatt kisebb terület lecsípődött a Csepel-szigetről, a régi zsilip így már nem a sziget része.

## Dunai horgászat
A tassi zsilip körüli IV, V és VI-os számú vízterületek kiváló horgászási lehetőséget biztosítanak. A horgászhelyek közelében számos szálláslehetőség található. A IV-es számú vízterület mellett található a Postás Sporthorgász Egyesület központi tanyája.

## Híres emberek
- Itt született Kemény Simon (1882. augusztus 19.  – Budapest, 1945. január 27.) költő, író, lapszerkesztő.
- Itt nyugszik a Darányi család sírboltjában Darányi Kálmán (miniszterelnök) és Hóman Bálint miniszter.
- Itt szolgál plébánosként Bese Gergő atya (1983–), a 777 bloggere.

## Képek

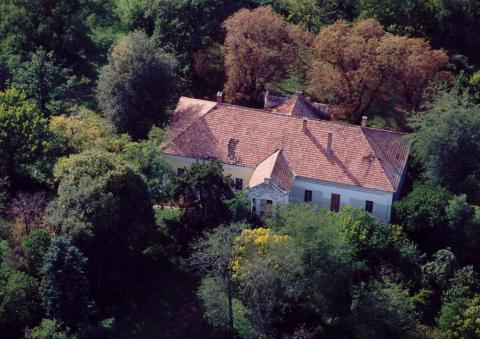
Darányi-kúria
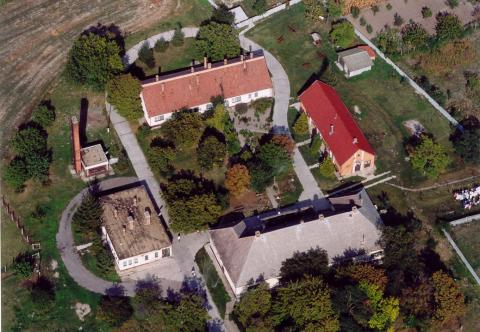
Fogyatékos Személyek Otthona Tass
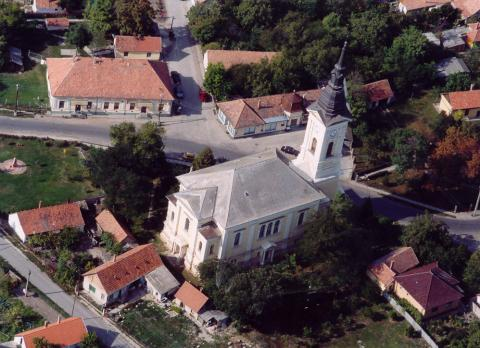
Református templom
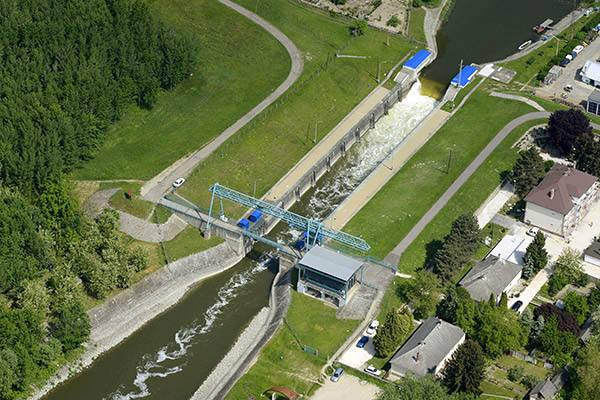
Tassi-zsilip
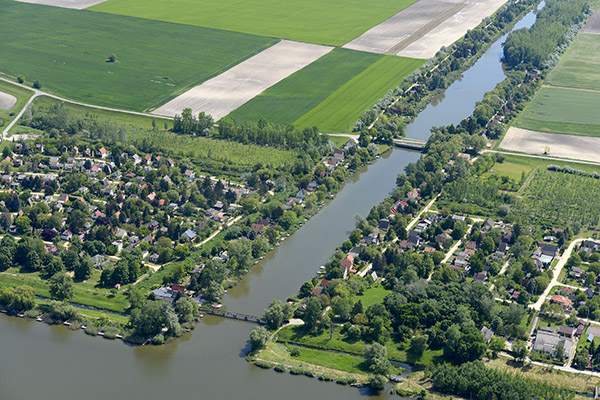
Kiskunsági-főcsatorna